# Деряги (Україна)
Деря́ги — село в Україні, в Опішнянській селищній громаді Полтавського району Полтавської області. Населення становить 23 осіб.

## Населення

### Мова
Розподіл населення за рідною мовою за даними перепису 2001 року:
| Мова       | Відсоток |
| ---------- | -------- |
| українська | 65,22%   |
| румунська  | 34,78%   |

## Географія
Село Деряги знаходиться на відстані 1 км від села Бухалівка. Поруч проходять автомобільні дороги Т 1706 та Т 1710.